# Białe wakacje EP
Białe wakacje EP – minialbum zespołu Ścianka, zawierający cztery wersje utworu „Białe wakacje", pochodzącego z wydanego w 2002 roku albumu pod tym samym tytułem. Pierwsza część nakładu płyty została wadliwie wytłoczona. Na krążku, oprócz utworu tytułowego, znalazły się utwory pochodzące z wcześniejszych wydawnictw zespołu. Edycja z błędem została wycofana z rynku i stanowi dzisiaj kolekcjonerski rarytas.

## Spis utworów
1. „Białe wakacje – przejrzane i skrócone” – 4:25
2. „Białe wakacje” – 7:31
3. „Białe wakacje – wersja β” – 7:56
4. „Białe wakacje – wersja γ” – 4:26

## Spis utworów (edycja wycofana z rynku)
1. „Białe wakacje” – 4:22
2. „Sopot” – 2:56
3. „Piosenka No 3” – 3:44
4. „The iris sleeps under the snow” – 3:42
5. „***” – 7:44
6. „Ocean” – 5:06 (L. Reed)
7. „Już nigdy (Tango)” – 3:21 (J. Petersburski/A. Włast)